# Shainer Rengifo Montoya
Shainer Rengifo Montoya (* 8. April 2002) ist ein kubanischer Leichtathlet, der sich auf den Sprint spezialisiert hat.

## Sportliche Laufbahn
Erstmals Erfahrungen bei internationalen Meisterschaften sammelte Shainer Rengifo Montoya im Jahr 2021, als er bei den U20-Weltmeisterschaften in Nairobi in 10,32 s die Bronzemedaille im 100-Meter-Lauf gewann und über 200 Meter in 21,01 s den sechsten Platz belegte. Anschließend wurde er bei den erstmals ausgetragenen Panamerikanischen Juniorenspielen in Cali in der ersten Runde im 200-Meter-Lauf disqualifiziert. Im Jahr darauf siegte er in 10,15 s über 100 Meter bei den Ibero-Amerikanischen Meisterschaften in La Nucia und gewann über 200 Meter in 21,01 s die Bronzemedaille hinter den Dominikanern Alexander Ogando und Yancarlos Martínez. Anschließend siegte er in 20,51 s über 200 Meter beim Meeting Jaen Paraiso Interior und wurde dann bei den U23-Karibikspielen in Guadeloupe in der Vorrunde über 100 Meter disqualifiziert. Daraufhin schied er bei den Weltmeisterschaften in Eugene mit 10,21 s und 20,80 s jeweils in der ersten Runde über 100 und 200 Meter aus und im August belegte er bei den NACAC-Meisterschaften in Freeport in 10,30 s den sechsten Platz im 100-Meter-Lauf. 2023 schied er bei den Zentralamerika- und Karibikspielen in San Salvador mit 10,60 s im Vorlauf über 100 Meter aus belegte in 20,97 s den achten Platz über 200 Meter. Ende Oktober gelangte er bei den Panamerikanischen Spielen in Santiago de Chile mit 10,44 s auf den achten Platz über 100 Meter und wurde über 200 Meter im Vorlauf disqualifiziert. Zudem gewann er mit der kubanischen 4-mal-100-Meter-Staffel in 39,26 s gemeinsam mit Reynaldo Espinosa, Edel Amores und Yaniel Carrero die Silbermedaille hinter dem brasilianischen Team.
2022 wurde Rengifo Montoya kubanischer Meister im 100- und 200-Meter-Lauf.

## Persönliche Bestzeiten
- 100 Meter: 10,11 s (+1,6 m/s), 18. März 2022 in Havanna
  - 60 Meter (Halle): 6,58 s, 25. Februar 2023 in Saragossa
- 200 Meter: 20,51 s (+0,8 m/s), 4. Juni 2022 in Andújar